# Пешек, Лукаш
Лукаш Пешек (чеш. Lukáš Pešek; род. 22 ноября 1985, Прага, Чехословакия) — чешский мотогонщик, участник чемпионата мира по шоссейно-кольцевых мотогонок MotoGP. В сезоне 2013 года выступал в классе MotoGP за команду «Came IodaRacing Project» под номером 52.

## Биография
Выиграв чешский чемпионат в 125-ти кубовому классе в 2001 и 2002 годах, Лукаш Пешек принял участие в чемпионате Европы в классе 250сс в 2003 году. В том же году он принял участие в чемпионате мира в классе 250сс, в середине сезона заменив своего соотечественника Ярослава Гулеша. За 9 гонок набрал 4 очка, заняв 12-е место на Гран-При Австралии.
В сезоне 2004 года Пешек вернулся в класс 125cc, проведя первый полноценный сезон в MotoGP с командой «Ajo Motorsport» на мотоцикле Honda. В сезоне чех претерпел много аварий, набрав в общей сложности 20 очков и заняв 21-е место в итоговом зачете.
В период 2005-2007 годов Лукаш Пешек выступал на мотоциклах Derbi. Его выступления улучшились с каждым годом. В 2005 году он был 19-м, в 2006 году 6-й и 4-й в 2007 году, выиграв в последнем сезоне две гонки: Гран-При Китая и Австралии.
В сезоне 2008 года Пешек перешел в класс 250cc, закончив свой дебютный сезон пятнадцатым.
В 2011 году он принимал участие в испанском чемпионате в классе Moto2, а также в немецком чемпионате «Supersport».
В 2012 году принимал участие в первых двух гонках чемпионата «World Supersport» на мотоцикле Honda CBR600RR за команду «PRORACE», но после этапа в Имоле был заменен итальянцем Лоренцо Лансе. Сезон продолжил в немецком чемпионате «Superbike».